# Ulad Mohguín
Ulad Mohguín (en árabe: واد محكيم‎, en francés: Oued Mahkem) es una localidad marroquí perteneciente al municipio de Beni Bechir, en la región de Tánger-Tetuán-Alhucemas. Desde 1912 hasta 1956 perteneció a la zona norte del Protectorado español de Marruecos.